# Johnny Make Believe
"Johnny Make Believe" is een nummer van de Nederlandse band Golden Earring. Het nummer verscheen op hun album Face It uit 1994. Dat jaar werd het nummer uitgebracht als de tweede single van het album.

## Achtergrond
"Johnny Make Believe" is geschreven door gitarist George Kooymans en zanger Barry Hay en geproduceerd door de band in samenwerking met John Sonneveld. In het nummer halen een aantal vrienden herinneringen op aan een kort geleden overleden man genaamd Johnny, die de grootste leugenaar was die zij ooit hadden ontmoet. Het nummer is, net als een groot deel van het album Face It, geïnspireerd door het akoestische livealbum The Naked Truth, dat de band enkele jaren eerder had uitgebracht.
"Johnny Make Believe" behaalde de Nederlandse Top 40 nooit, maar piekte wel op de elfde plaats in de Tipparade. Daarnaast kwam het tot plaats 43 in de Mega Top 50. In 2008 maakte Barry Hay een nieuwe versie van het nummer voor zijn solo-album The Big Band Theory, waarop hij met het Metropole Orkest een aantal bigband-covers maakte van grote hits; het was het enige Golden Earring-nummer dat op dit album verscheen.

## Hitnoteringen

### Mega Top 50
| Hitnotering: 04-02-1995 t/m 18-02-1995 | Hitnotering: 04-02-1995 t/m 18-02-1995 | Hitnotering: 04-02-1995 t/m 18-02-1995 | Hitnotering: 04-02-1995 t/m 18-02-1995 | Hitnotering: 04-02-1995 t/m 18-02-1995 |
| Week                                   | 1                                      | 2                                      | 3                                      |                                        |
| -------------------------------------- | -------------------------------------- | -------------------------------------- | -------------------------------------- | -------------------------------------- |
| Nummer                                 | 49                                     | 43                                     | 50                                     | uit                                    |

### NPO Radio 2 Top 2000
Johnny Make Believe stond alleen in 2021 in de NPO Radio 2 Top 2000, op plek 1500.
Discografie